# Pseudosphère

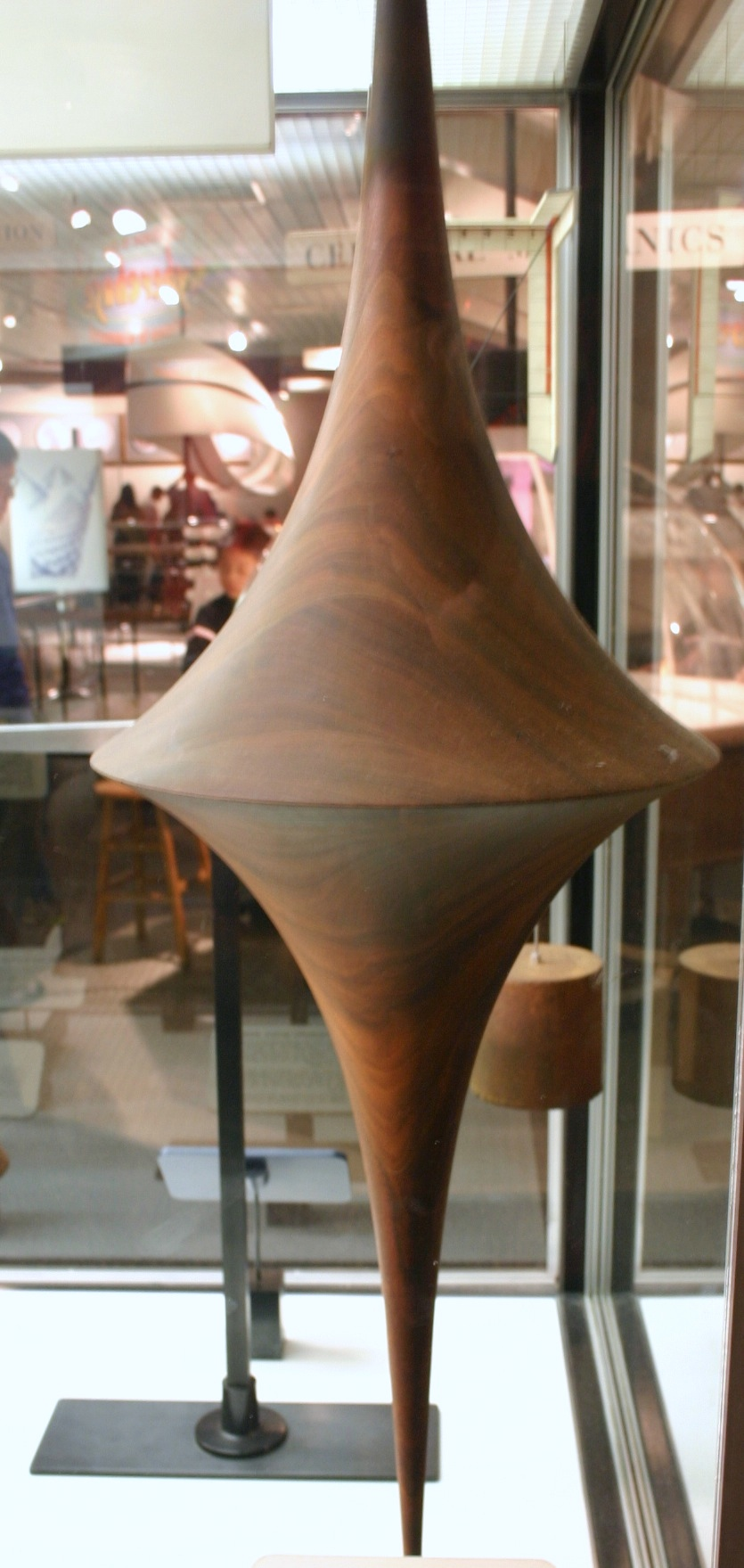
La pseudosphère étudiée par Eugenio Beltrami

En géométrie, le terme de pseudosphère est utilisé pour décrire diverses surfaces dont la courbure de Gauss est constante et négative. Selon le contexte, il peut se référer soit à une surface théorique  de courbure négative (une variété riemannienne), soit à une surface effectivement réalisée de l'espace, telle qu'une tractricoïde.

## Pseudosphères théoriques
Dans son acception la plus générale, une pseudosphère de rayon R est une surface (complète et simplement connexe) de courbure totale en tout point égale à −1⁄R2,  par analogie à la sphère de rayon R dont la  courbure est 1⁄R2. Le terme a été introduit par Eugenio Beltrami en 1868 dans son article sur un modèle de géométrie hyperbolique.

## Tractricoïde

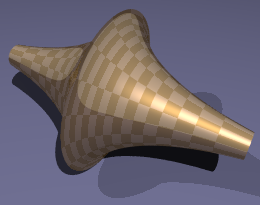
Tractricoïde

Le terme est également utilisé pour désigner une surface appelée « tractricoïde » ; c'est le résultat de la révolution d'une tractrice le long de son asymptote. Un exemple de ce type d'objet est la (demi) pseudosphère (de rayon 1) engendrée par la surface de révolution d'une tractrice paramétrisé par
{\displaystyle t\mapsto \left(t-\operatorname {th} ({t}),{\frac {1}{\operatorname {ch} (t)}}\right),\quad \quad 0\leq t<+\infty .}
Cette surface présente une singularité à l'« équateur », mais en dehors de celui-ci, elle est de  courbure constante négative, et est donc localement isométrique à un plan hyperbolique. Elle n'est pas simplement connexe.
Le nom de « pseudosphère » lui est donné par analogie avec la sphère. Il s'agit en effet d'une surface de courbure constante négative, tandis que la sphère est une surface de courbure constante positive.
Au début des années 1639, Christian Huygens démontra que le volume et la surface de la pseudosphère sont finis malgré l'extension infinie de la surface le long de son axe de rotation. Pour un rayon donné R, l'aire est {\displaystyle 4\pi R^{2}}, comme pour la sphère, alors que le volume est {\displaystyle {2 \over 3}\pi R^{3}}, soit la moitié du volume d'une sphère de même rayon,.